# Largo Winch (stripreeks)
Largo Winch is een Belgische stripreeks van Philippe Francq (tekenaar) en Jean Van Hamme (scenarist). De reeks werd voor het eerst uitgegeven in 1990 en is gebaseerd op de gelijknamige romanreeks van Van Hamme. Van Hamme bedacht deze verhalen tijdens een zakenreis naar New York in 1973 en bracht ze in de periode 1977-1980 uit in boekvorm. 
Zowel in de roman- als de stripreeks is het hoofdpersonage een Joegoslaaf genaamd Largo Winczlav of Largo Winch, die een holding ter waarde van tien miljard dollar genaamd Groep W erft van zijn adoptievader.

## Belangrijkste verhaallijnen
In de eerste twee albums, De erfgenaam en Groep W, die samen het eerste verhaal vormen, wordt Largo benoemd tot het nieuwe hoofd van het zakenimperium Groep W. Nadat zijn verlamde adoptievader Nerio om het leven is gebracht, moet Largo talrijke hindernissen overwinnen om zijn erfenis veilig te stellen en tevens Nerio te wreken. Uiteindelijk lukt dit Largo op het eiland Sarjevane met behulp van zijn kameraad Simon Ovronnaz.
De volgende albums gaan verder rond gelijkaardige verhaallijnen: iemand probeert het bedrijf van Largo schade te berokkenen, of Largo uit de directie te verwijderen, en Largo probeert dit dan weer te vermijden. Tot nu toe vormen telkens twee opeenvolgende albums een afgerond verhaal, zogenaamde tweeluiken. In het eerste album komt Largo in een onmogelijke situatie terecht, en in het tweede raakt hij er weer uit. Van Hamme plaatst zich zo in de traditie van de bekende feuilletonisten uit de literatuur.

## Belangrijkste personages
- Largo Winch: geboren als Largo Winczlav. Hij is jong, knap en rijk. Van Hamme en Francq baseerden zijn uiterlijk op de acteurs Patrick Swayze en Kurt Russell.[2]
- Nerio Winch: de adoptievader van Largo
- John D. Sullivan: zowel Nerio's als Largo's rechterhand en vertrouwenspersoon. Hij is de tweede man binnen Groep W tot aan het album Business Blues (1993)
- Dwight E. Cochrane: een van de andere hoogst geplaatste mensen van Groep W
- Miss Pennywinkle: de vaste secretaresse van eerst Nerio en vervolgens Largo Winch (door wie ze steevast "Penny" wordt genoemd). In veel verhalen heeft ze slechts een bijrol, in latere verhalen soms een meer centrale rol.
- Freddy Kaplan en Silky Song: Largo's vaste piloten
- Gus Fenimore: in eerste instantie de baas van een groot concurrerend concern (in O.O.B./Business Blues), totdat dit bedrijf door Largo Winch wordt overgenomen. Nadien wordt Fenimore zelf een van de directeurs van Groep W.
- Stephen G. Dundee: directeur van de kranten van Groep W. Dit personage heeft eveneens een rol in XIII.
- Michel Cardignac: in het eerste verhaal de grote verrader binnen Groep W. Hij brengt eerst Nerio Winch om te leven en probeert vervolgens ook Largo te doden, zodat hij zelf de leiding over Groep W kan pakken
- Robert Cotton: stapt na het eerste verhaal uit Groep W omdat hij Largo Winch niet als nieuwe baas boven zich wil hebben. In latere verhalen werkt hij eerst samen met Gus Fenimore (O.O.B./Business Blues), waarna hij als leider van een geheim oliekartel Groep W en Largo Winch helemaal probeert uit te schakelen (Venetië zien.../En sterven).
- Simon Ovronnaz: een Zwitser die vanaf het eerste verhaal een goede vriend is van Largo, nadat hij aanvankelijk als spion werd gebruikt door Cardignac. Ovronnaz heeft veel onenightstands en wordt dan onvoorzichtig, waardoor hij zich soms zwaar in de nesten werkt.
- Phaï-Tang: een oude vriend van Largo Winch uit diens jeugdjaren. Hij staat aan het hoofd van een Shan-clan in Myanmar. Hij komt vooral voor in De burcht van Makiling/Het uur van de tijger.

## Geschiedenis
Greg werkte in de jaren 70 voor de uitgeverijen Le Lombard en Dargaud in New York, waar hij Amerikaanse tekenaars wou laten samenwerken met Europese scenaristen en hun strips dan in beide continenten te publiceren. Scenarist Jean Van Hamme bedacht dan in november 1973 een strip over een rijke man genaamd Largo Winch, die getekend zou worden door de Amerikaan John Prentice. Prentice tekende tien platen, maar Van Hamme was niet tevreden met de kwaliteit van het werk van Prentice en zegde het contract met Le Lombard op. Enkele jaren schreef hij een romanreeks met Largo Winch in de hoofdrol bij uitgeverij Mercure de France. Het eerste boek Largo Winch et Groupe W verscheen in april 1977. Er verschenen vijf vervolgen. De boeken waren geen bestsellers, maar Van Hamme werd intussen steeds bekender als scenarist van stripverhalen.
In maart 1989 werd Van Hamme gecontracteerd door Philippe Francq om samen een strip te maken. Van Hamme gaf hem op hun eerste afspraak het boek Largo Winch et Groupe W mee. Francq zag er wel een goede strip in, maar aanvankelijk aarzelde hij aangezien hij als fan van Hermann liever avonturenverhalen tekende, die zich in een natuurlijke omgeving, zoals de bergen of een woestijn, afspelen. Van Hamme gaf dan aan dat de stad slechts een vertrekpunt is en dat Largo Winch veel zou reizen. Francq ging dan overstag. In de romanreeks was Winch nog een hippie, wat in de stripreeks veranderde. Het eerste album verscheen op 1 november 1990 bij uitgeverij Dupuis.
Tot en met 2015 waren Van Hamme de scenarist en Francq de tekenaar van de reeks. In juni 2015 liet Van Hamme echter weten aan het vakblad Casemate dat hij ermee wou stoppen: het twintigste album (20 seconden) zou zijn laatste zijn. In een ander interview met de Belgische krant De Standaard gaf hij een maand eerder al aan dat hij klaar was om op pensioen te gaan, hij wou namelijk meer van zijn vrijheid genieten. Eerder liet hij ook al het scenariowerk van zijn populaire reeksen XIII en Thorgal gaan.
Vlak na de uitgave van 20 seconden gaf Francq in een interview met het Franse persagentschap AFP aan de reeks zeker te willen voortzetten. Hij maakte tevens bekend dat Éric Giacometti, een Franse romanschrijver en voormalig journalist, de nieuwe scenarist zou worden. Het eerste album met die nieuwe scenarist verscheen in 2017.

## Albums
| Nummer | Titel                                   | Oorspronkelijke titel              | Jaar van uitgave                   |
| ------ | --------------------------------------- | ---------------------------------- | ---------------------------------- |
| 1      | De erfgenaam                            | L'Héritier                         | 1990                               |
| 2      | Groep W                                 | Le Groupe W                        | 1991                               |
| 3      | O.O.B.                                  | O.P.A.                             | 1992                               |
| 4      | Business Blues                          | Business Blues                     | 1993                               |
| 5      | H                                       | H                                  | 1994                               |
| 6      | Dutch Connection                        | Dutch Connection                   | 1995                               |
| 7      | De burcht van Makiling                  | La Forteresse de Makiling          | 1996                               |
| 8      | Het uur van de tijger                   | L'Heure du tigre                   | 1997                               |
| 9      | Venetië zien...                         | Voir Venise...                     | 1998                               |
| 10     | ... en sterven                          | ... Et mourir                      | 1999                               |
| 11     | Golden Gate                             | Golden Gate                        | 2000                               |
| 12     | Shadow                                  | Shadow                             | 2002                               |
| 13     | De prijs van het geld                   | Le Prix de l'argent                | 2004                               |
| 14     | De wet van de dollar                    | La loi du dollar                   | 2005                               |
| 15     | De drie ogen van de bewakers van de Tao | Les trois yeux des gardiens du Tao | 2007                               |
| 16     | De weg en de deugd                      | La voie et la vertu                | 2008                               |
| 17     | Zwarte Zee                              | Mer noire                          | 2010                               |
| 18     | Rode woede                              | Colère rouge                       | 2012                               |
| 19     | Cross Fire                              | Chassé-Croisé                      | 2014                               |
| 20     | 20 seconden                             | 20 secondes                        | 2015; laatste album Jean Van Hamme |
| 21     | Morning Star                            | L'étoile du matin                  | 2017; eerste album Éric Giacometti |
| 22     | Scharlaken zeilen                       | Les voiles écarlates               | 2019                               |
| 23     | De Kármánlijn                           | La frontière de la nuit            | 2021                               |
| 24     | Het Gouden Percentiel                   | Le Centile d'or                    | 2023                               |

De eerste veertien albums werden oorspronkelijk door Marie-Paule Alluard ingekleurd met plakkaatverf waardoor de kleuren wat dof zijn. Vanaf het vijftiende album maakte Frédéric Besson gebruik van computerinkleuring. Bij latere herdrukken van de eerste veertien albums werd ook die inkleuring vervangen door computerinkleuring. Het achttiende en het negentiende album werden dan ingekleurd door Yoann Guillo, die ook twee volgende albums inkleurde met Bertrand Denoulet. Het 22ste album werd dan alleen ingekleurd door Denoulet.

## Spin-off: Het Fortuin van de Winczlavs
In 2021 startte een driedelige prequel op de strip, geschreven door Jean van Hamme en getekend door Philippe Berthet met de reekstitel Het Fortuin van de Winczlavs, dat ingaat op de oorsprong van het fortuin dat Largo Winch erft. De titels van deze reeks zijn:
| Nummer | Titel           | Jaar van uitgave |
| ------ | --------------- | ---------------- |
| 1      | Vanco 1948      | 2021             |
| 2      | Tom & Lisa 1910 | 2022             |
| 3      | Danitza 1965    | 2023             |

## Spin-offs van de stripreeks in andere media

### Computerspellen
Er bestaan twee computerspellen gebaseerd op deze stripreeks:
- Largo Winch: Empire Under Threat (2002), voor verschillende platforms
- Largo Winch: .//Commando Sar (2002), voor PlayStation

### Televisiereeks
In 2001 werd de televisiereeks Largo Winch gelanceerd. De Frans-Belgisch-Canadese reeks, die bedacht werd door Phil Bedard, Larry Lalonde en David J. Patterson, kende slechts een matig succes. Auteur Jean Van Hamme was echter dermate enthousiast over het nieuwe personage Joy Arden (in de televisieserie gespeeld door Sidney Penny) dat hij het in de strip wilde introduceren. Dit is tot op heden echter nog niet gebeurd.

### Films
- Largo Winch (2008), geregisseerd door Jérôme Salle
- Largo Winch II (februari 2011), geregisseerd door Jérôme Salle

### Auto
Model RAV4 van Toyota heeft een Largo Winch-uitvoering